# Нерута (река, впадает в Колоколкову губу)
Не́рута — река в Ненецком автономном округе России. Впадает в Колоколкову губу Печорского моря. Длина реки составляет 148 км, площадь водосборного бассейна — 2430 км².
С ненецкого языка название реки переводится как «поросшая тальником/ивняком».
Исток находится в заболоченной холмистой тундре. Сначала течёт с запада на восток, поворачивает на север в среднем течении, рельеф выравнивается. Впадает в южную оконечность Колоколковой губы несколькими протоками, рельеф в нижнем течении становится низменным. При впадении реки в Колоколкову губу лежат Чаячьи острова. В бассейне реки множество озёр, наиболее крупные — Подлавэйто и Лысутейто. На всём протяжении река сильно меандрирует.
В течение нескольких десятков лет в бассейне реки проводятся геологоразведочные работы и разработка нефтяных, газовых и конденсатных месторождений. Исследования показали, что в целом уровень загрязнения бассейна реки Нерута невысокий.

## Данные водного реестра
По данным государственного водного реестра России относится к Двинско-Печорскому бассейновому округу, водохозяйственный участок — реки бассейна Баренцева моря от мыса Канин Нос до границы бассейна реки Печора. Речной бассейн реки — бассейны рек междуречья Печоры и Мезени, впадающие в Баренцево море.
Код объекта в государственном водном реестре — 03040000112103000056572.